# Danjiazhuang
Danjiazhuang (kinesiska: 单家庄, 单家庄乡) är en socken i Kina. Den ligger i provinsen Henan, i den centrala delen av landet, omkring 170 kilometer nordost om provinshuvudstaden Zhengzhou.
Genomsnittlig årsnederbörd är 669 millimeter. Den regnigaste månaden är juli, med i genomsnitt 237 mm nederbörd, och den torraste är januari, med 3 mm nederbörd.